# علاج وهمي
العِلاج الوَهميّ(1) (بالإنجليزية: Placebo) وتترجم حرفيًا إلى بلاسيبو وهو مادة تُعطى للمريض بهدف علاجه، ولا يكون لها تأثير حقيقي في علاج المرض بعينه، فبها يتم إيهام المريض نفسيًا بأن هذا العلاج الذي يتناوله يحمل شفاءً لمرضه وأنه علاج فعال في التخلص منه، كما يستخدم هذا العلاج  في اختبارات الأدوية الجديدة وفي الأبحاث الطبية، دون معرفة المُتداوي ما إذا كان هذا الدواء فعّالًا أم لا، ويطلق على الحالة التي يرى فيها المتلقي للدواء أنه قد شعر بتحسن فعلًا بسبب توقعاته الشخصية «تأثير الدواء الوهمي» أو «استجابة الوهم».
ويؤثر العلاج الوهمي حتى على الأشخاص الذين يعرفون أنهم يتلقون علاجًا وهميًا، وقد يُضاف إلى العلاج الوهمي بعض المواد العلاجية، فحسب دراسة أجريت عام 2010، تم إضافة الألياف إلى الدواء الوهمي الذي أُعطي للمرضى الذين يعانون من القولون العصبي، ولكن لوحظ أن استخدام العلاجات التي لا يعرفها المريض - سواء أكان علاجًا وهميًا  أم لا- قد تكون أقل فعالية من العلاجات التي يتم إبلاغ المريض عنها.
و«استجابة الوهم» هو موضوع بحثي يهدف إلى فهم الآلية العصبية التي تعمل على تخفيف الألم، وتقليل الاستجابة المناعية للفرد في أمراض نحو باركنسون والاكتئاب، وقد أظهرت تقنيات تصوير الدماغ التي قام بها «ايمان ماير»، و«جوانا جاركو» و«مات ليبرمان» أنه من الممكن أن يكون للدواء الوهمي آثار حقيقية وقابلة للقياس على التغيرات الفسيولوجية في الدماغ، ولكن استخدام العلاج الوهمي كعلاج في الطب السريري بدلا من البحوث المختبرية يعد مشكلة أخلاقية، لأنه يدخل في الخداع وعدم الأمانة في العلاقة بين الطبيب والمريض.
وقد ذكرت اللجنة البرلمانية للمملكة المتحدة المعنية بالعلم والتكنولوجيا أن «وصف الأدوية الوهمية عادة ما يعتمد على درجة معينة من خداع المريض»، وإن «وصف الأدوية الخالية من الدواء هو الطب السيئ»، كما لا يمكن الاعتماد على أثره أو التنبؤ به.
وذهب هنري بيشر عام 1955، إلى أن العلاج الوهمي قد يملك آثارا هامة سريريا، وفي عام 2001، جرت مراجعة منهجية للتجارب السريرية انتهت إلى انتفاء وجود أي دليل على حدوث آثار هامة سريريا، وتلقت المقالة موجة من الانتقادات، إلا أن المؤلفين نشروا لاحقًا مراجعة مع استنتاجات مماثلة.

## تاريخه
عرّف «كوينسي ليكسيكون ميديكوم» في عام 1811 العلاج الوهمي بأنه أي دواء تم تكييفه أكثر من أجل إرضاء المريض.
إميل كوي، وهو صيدلي فرنسي، عمل في تروا بين 1882 و1910، دعا إلى فعالية «تأثير العلاج الوهمي» وكان أول من استخدم نموذج العلاج الوهمي النفسي حيث أصبح معروفا لطمأنته مرضاه من خلال الثناء على كفاءة العلاج وترك إشعار إيجابي صغير مع كل دواء.

## استخدامه

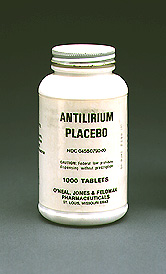
الأدوية الوهمية الموصوفة طبيًا المستخدمة في البحث والممارسة الطبية

هناك العديد من العلاجات الدوائية الوهمية المشروعة قانونيًا، مثل: مسكنات الآلام، والأدوية التي تعالج القلق وتُعطى للمريض دون علمه، وكذلك الأقطاب الكهربائية التي تُزرع في أدمغة المرضى الذين يعانون من مرض باركنسون، ولكن آثار تحفيز الأقطاب الكهربائية تكون أكبر عندما يعرف المريض أنه يتلقى هذا التحفيز.
وأكثر الاستعمالات شيوعًا للعلاج الوهمي يتمثل في حبوب منع الحمل، حيث يتم استبدالها بحبوب من السكر أو بحقن من المحاليل الملحية، كما تتمثل أيضًا بعض استخداماته في العمليات الجراحية.

## التأثير
تم تعريف تأثير الدواء الوهمي - في بعض الأحيان - على أنه تأثير فسيولوجي سببه الدواء الوهمي، ولكن أشار كل من مورمان وجوناس إلى أن هذا يبدو غير منطقي، لأن الدواء الوهمي هو مادة خاملة لا تسبّب أي شيء بشكل مباشر، وبدلا من ذلك أدخلا مصطلح «استجابة المعنى» للإشارة إلى أن الدماغ يرتبط مع الدواء الوهمي، مما يسبب تأثيرًا وهميًا فسيولوجيًا، وقد حاول إرنست وريشش أيضًا التمييز بين التأثير الوهمي الحقيقي والمتصوَّر، إذ قالوا إن بعض الآثار المنسوبة إلى تأثير الدواء الوهمي يمكن أن تُنسب إلى عوامل أخرى.
وتُشير البحوث إلى أن بعض الأسباب أكثر فعالية من غيرها إذ تتدخل العوامل النفسية بشكل واضح فيها، فمثلا تعمل حبوب منع الحمل الكبيرة بشكل أفضل من الحبوب الصغيرة، والحبوب الملونة تعمل بشكل أفضل من الحبوب البيضاء، والحقن أقوى من حبوب منع الحمل، والجراحة تعطي تأثيرًا وهميًا أقوى من الحقن.  وأظهرت الأبحاث أيضًا أنه عندما يتعلق الأمر باضطرابات نفسية محددة، مثل الاكتئاب، فإن العلاج الوهمي له الآثار ذاتها  بالمقارنة مع مضادات الاكتئاب.

### آلية التأثير
بما أن الاستجابة للعلاج الوهمي هي ببساطة استجابة المريض، لذلك هناك العديد من المكونات التي من الممكن أن تؤثر على قياس استجابة العلاج الوهمي، ولهذه المكونات أهمية مختلفة اعتمادًا على تصميم الدراسة وأنواع الملاحظات. في حين أن هناك بعض الأدلة على أن التدخلات الوهمية يمكن أن تغير مستويات بعض الهرمونات، مثل الإندوكانابينويدس أو الأفيونية الذاتية.

### الفوائد السريرية
نشر كل من «أسبجورن هروجارتسون وبيتر غوتسش» دراستين إحداهما في عام 2001 والأخرى في عام 2004 وتساءلا فيهما عن طبيعة تأثير الدواء الوهمي سريريًا. أجريت الدراستان على أنها تحليلان تلويان.
وخلص الباحثان إلى تصنيف المرضى في مجموعتين، مجموعة المرضى الذين تحسنوا، ومجموعة أخرى للمرضى الذين لم يتحسنوا، المجموعة التي تم تجربة تأثير الدواء الوهمي عليها لم يظهر تحسن ملحوظ إحصائيا عليها. وبالمثل، لم يكن هناك تأثير وهمي كبير في الدراسات التي تم قياس النتائج الموضوعية (مثل قياس ضغط الدم) من قبل مراقب مستقل. وعليه، فيمكن توثيق تأثير الدواء الوهمي فقط في الدراسات التي تم فيها الإبلاغ عن النتائج (التحسن أو عدمه) من الأشخاص أنفسهم. وخلُص الباحثون إلى أن تأثير الدواء الوهمي ليس له «آثار سريرية قوية» وأن التحسينات المبلغ عنها للمريض في الألم كانت صغيرة ولا يمكن تمييزها بوضوح عن التحيز في الإبلاغ.
وقام باحثون آخرون بإعادة تحليل نفس البيانات من التحليل التلوي في عام 2001، وخلصوا إلى أن التأثيرات الوهمية لتدابير الأعراض الموضوعية قابلة للمقارنة مع التأثيرات الوهمية للأغراض الذاتية وأن التأثير الوهمي يمكن أن يتجاوز تأثير النشاط النشط للعلاج بنسبة 20% للاضطرابات القابلة للتأثير الوهمي، ولاحظت مجموعة أخرى من الباحثين الاستنتاجات المختلفة بشكل كبير بين هاتين المجموعتين من المؤلفين على الرغم من النتائج المتقاربة التحليلية تقريبًا، واقترحوا أن الآثار للعلاج الوهمي هي في الواقع كبيرة ولكنها صغيرة في الحجم.
وقد انتُقد استنتاج «هروبجارتسون وجوتزش» لعدة أسباب. وأيضًا يبدو أن تأثير الدواء الوهمي أكثر فعالية في تحقيق تحسينات في العوامل الفيزيائية (مثل انخفاض أو ارتفاع ضغط الدم، وتحسين 1FEV في مرضى الربو، أو خفض تضخم البروستاتا أو الشق الشرجي) من تحسين العوامل البيوكيميائية (مثل الكوليسترول أو الكورتيزول) في ظروف مختلفة مثل قرحة الساق الوريدي، ومرض كرون، وعدوى المسالك البولية، وفشل القلب المزمن. والعلاج الوهمي لا يعمل أيضًا بقوة كما في التجارب السريرية لأنه غير معروف ما إذا كان التأثير يرجع للعلاج الحقيقي أو لعوامل أخرى. حيث يتم إجراء دراسات على العلاج الوهمي حيث يعتقد الناس أنهم يتلقون العلاج الفعلي (بدلا من مجرد إمكانية التأثير بهم) وقد لوحظ تأثير الدواء الوهمي.
وقد ذهب علماء آخرون إلى تأثير الدواء الوهمي يمكن إثباته بشكل موثوق به في ظل ظروف مناسبة. وفي تحديث آخر من «هروبجارتسسون وغوتسش»، وقد نشر في 2010 في " Cochrane systematic review" شمل أكثر من 200 تجربة تم بها مراقبة 60 حالة سريريا. وتوصلا إلى أنه ليس هناك من آثار سريرية ملحوظة بشكل عام  للعلاج الوهمي، ولكن قد تؤثر على النتائج التي أبلغ عنها المريض في بعض الحالات، وخاصة الألم والغثيان، وعلى الرغم من أنه كان «من الصعب التمييز بين التأثير الذي يبلغ عنه المريض عن العلاج الوهمي من تحيزه للاستجابة». كانت المخاطر النسبية المجمعة التي تم حسابها من أجل العلاج الوهمي 0.93 تأثير (7% فقط) ولكنها كبيرة نسبيًا. كما تم العثور على آثار الرهاب والربو ولكن كانت غير مؤكدة بسبب ارتفاع مخاطر التحيز.
في ظروف أخرى تنطوي على ثلاث تجارب أو أكثر، لم يكن هناك تأثير ذو دلالة إحصائية على التدخين والخرف والاكتئاب والسمنة وارتفاع ضغط الدم والأرق والقلق، على الرغم من الثقة الكبيرة. العديد من الأعراض السريرية والمنهجية كانت مرتبطة مع آثار أعلى من الدواء الوهمي. على الرغم من الآثار المنخفضة بشكل عام وخطر التحيز، واعتراف المؤلفين أن الآثار الكبيرة للتدخلات الوهمية قد تحدث في حالات معينة.
وفي عام 2013 استخدم «جيريمي هويك» وزملاؤه بيانات «هروبجارتسسون وغوتزش» لمقارنة حجم التأثيرات الوهمية مع حجم آثار العلاج. ووجدوا فرقًا ذا دلالة إحصائية بين الدواء الوهمي وأحجام تأثير العلاج في التجارب ذات النتائج الثنائية، ولكن ليس في التجارب ذات النتائج الذاتية.

### الآثار السلبية
للدواء الوهمي والمواد الخاملة القدرة على إحداث آثار سلبية عن طريق «تأثير نوسيبو» نوسيبو باللاتينية = «أنا سوف أُضَر»). وهناك عواقب سلبية أخرى هي أن أدوية العلاج الوهمي يمكن أن تسبب آثارًا جانبية مرتبطة بالمعالجة الحقيقية. وأحد الأمثلة على ذلك الأشخاص الذين يتعاطون الأفيونات، فتظهر لديهم نفس الأعراض بعد إعطائها على شكل علاج وهمي.

## أخلاقيات التعامل به
لقد كان تأثير الدواء الوهمي على مر التاريخ مثيرًا للجدل، وقد أيدت المنظمات الطبية البارزة ذلك. ولكن عام 1903 استنتج ريتشارد كابوت أنه ينبغي تجنب استخدامه لأنه خادع. ويشير "نيومان" إلى مفارقة العلاج بالوهم: "قد يكون من غير الأخلاقي استخدام الدواء الوهمي، ولكن أيضًا من غير الأخلاقي عدم استخدام شيء يشفي". ويقترح حل هذه المعضلة عن طريق استيعاب معنى الاستجابة للعلاج الوهمي في الطب، وهو الاستفادة من تأثير الدواء الوهمي، طالما أن من يديره صادق، ومنفتح، ويؤمن بقوة الشفاء المحتملة".

### العلاقة بين الطبيب والمريض
وجدت دراسة للممارسين العامين الدنماركيين أن 48% قد وصفوا الدواء الوهمي 10 مرات على الأقل في العام الماضي. وقد تم تقديم المواد الموضعية الأكثر شيوعا كمضادات للعدوى الفيروسية، والفيتامينات. ووجدت دراسة أُجريت عام 2004 في المجلة الطبية البريطانية للأطباء في إسرائيل أن 60% من المرضى يستخدمون الأدوية الوهمية في ممارستهم الطبية، وخَلُصَت إلى أنه «لا يمكننا تحمل أي علاج يعمل حتى لو لم نكن متأكدين من كيفية القيام بذلك».(34) وقد جادل باحثون آخرون بأن توفير الأدوية المفتوحة لعلاج «اضطراب فرط الحركة ونقص الانتباه لدى الأطفال» يمكن أن يكون فعالا في الحفاظ على الأطفال المصابين باضطراب «فرط الحركة ونقص الانتباه» على جرعات منبه منخفضة على المدى القصير.(35) وردَّ منتقدو هذه الممارسة أنه من غير الأخلاقي وصف العلاجات التي لا تعمل، والتي تخبر مريضًا (بدلا من موضوع بحثي) أن الدواء الوهمي هو دواء حقيقي خداع ويضر بعلاقة الطبيب والمريض في فترة طويلة الأمد.
وقال النّقاد أيضًا إن استخدام العلاج الوهمي يمكن أن يؤخر التشخيص المناسب والعلاج من الحالات الطبية الخطيرة. (36) ويمكن للأطباء الشرعيين والصيادلة تعريض أنفسهم لتهم الاحتيال أو سوء الممارسة باستخدام الدواء الوهمي.
حوالي 25% من الأطباء في كل من الدراسات الدنماركية والإسرائيلية استخدم العلاج الوهمي كأداة تشخيصية لتحديد ما إذا كانت أعراض المريض حقيقية، أو إذا كان المريض يعاني من سوء التغذية. واتفق كل من نقاد ومدافعي الاستخدام الطبي للعلاج الوهمي على أن هذا غير أخلاقي. وقالت الصحيفة البريطانية الافتتاحية الطبية: "أن العلاج الوهمي إذا كان قادرًا على تخفيف ألم المريض فهذا لا يعني أن الألم ليس حقيقيًا... بل يجب استخدام العلاج الوهمي للتشخيص "ولمعرفة ما إذا كان الألم حقيقي أم لا".
وقد يُثبِت الدواء الوهمي فاعليته في علاج بعض الحالات الخاصة، حيث لا يمكن استخدام الأدوية الموصى بها. على سبيل المثال، المرضى الذين يعانون من مشاكل في الجهاز التنفسي لا يمكن في كثير من الأحيان وصف المواد الأفيونية (المورفين) أو مشتقات الأفيونية (البيثيدين)، لأنها من الممكن أن تسبب المزيد من الضرر في الجهاز التنفسي. في مثل هذه الحالات يستخدم العلاج الوهمي كحقن (محاليل ملحية) وتستخدم في تخفيف الألم الحقيقي للمرضى بدلًا من إعطائهم جرعة قوية من مسكنات الألم التي تسبب الهذيان.
وأظهرت دراسة استقصائية أجريت في الولايات المتحدة لأكثر من 000 10 طبيب، وكانت النتيجة أن 24% من الأطباء يصفون علاجا وهميا ببساطة لأن المريض يرغب في العلاج، وأن 58% منهم لا يفعلون ذلك، أما بالنسبة للباقين الـ 18%، تعتمد على الظروف.
تشير الدراسات إلى أن تأثير البلاسيبو يعمل من خلال تفاعل بين آليات بيولوجية ملموسة وعوامل تواصلية ضمن العلاقة العلاجية. على سبيل المثال، عندما يختبر المريض تواصلاً إيجابيًا يتضمن الإصغاء، التعاطف، التواصل البصري، ونبرة صوت هادئة، يتم إفراز مواد في الدماغ مثل أوكسيتوسين، دوبامين وإندورفين والتي تسهم في تعزيز الإحساس بالأمان وتخفيف الألم.
من الناحية الفسيولوجية، يرتبط تأثير البلاسيبو بانخفاض في مستويات الكورتيزول (هرمون التوتر) وتفعيل مسارات دماغية ترتبط بالتوقع والمكافأة، مثل القشرة الجبهية الأمامية والنواة المتكئة، مما يحفز إفراز أفيونات ذاتية تساعد في تخفيف الإحساس بالألم.
آسيا رولز (عالمة أعصاب إسرائيلية، أستاذة مشاركة في قسم علم الأعصاب والكيمياء الحيوية والفيزياء الحيوية في جامعة تل أبيب)طورت نظرية ترى اللقاء العلاجي كمجال عاطفي يحتوي على قوة علاجية. عندما يوفّر المعالج حضورًا عاطفيًا متعاطفًا، يشمل الإصغاء غير القضائي، الإيقاع البطيء، والانتباه العاطفي، تتفعّل لدى المريض آليات التنظيم العصبي التي تعزز استجابة البلاسيبو حتى في غياب علاج دوائي.

### الفروقات الفردية
العلاج الوهمي لا يؤثر على الجميع. هنري بيتشر في ورقة في عام 1955، اقترح الآثار الوهمية في حوالي 35% من الأشخاص. ومع ذلك، تم انتقاد هذه الورقة؛ للفشل في التمييز بين تأثير الدواء الوهمي من العوامل الأخرى، وبالتالي تشجيع فكرة تضخم تأثير الدواء الوهمي.
خلال خمسينات القرن العشرين، كان هناك بحث كبير لمعرفة ما إذا كانت هناك شخصية معينة استجابت للعلاج الوهمي أم لا، ولكن لا يمكن تكرار النتائج، وأيضًا يُعتقد الآن أنه ليس له أي تأثير.
ومن العوامل التي تزيد من فعالية أدوية العلاج الوهمي، درجة فهم الشخص لأعراضه، «التركيز الجسدي». وقد ارتبط الاختلاف الفردي في الاستجابة للمسكنات بالاختلافات المناطق العصبية في الحالة العاطفية الداخلية للأفراد الذين يعانون من الألم. ويبدو أن الأطفال لديهم استجابة أكبر من البالغين للعلاج الوهمي.

## الأعراض والظروف
ويحدث تأثير الدواء الوهمي بقوة أكبر في بعض الحالات عن غيرها. وقد اقترح «ديلان ايفانز» أن العلاج الوهمي يعمل بشكل أقوى على: الألم، والتورم، وقرحة المعدة، والاكتئاب، والقلق.

## الدراسات التي تتحكم بالعلاج الوهمي
إنّ تأثير الدواء الوهمي يجعل من الصعب تقييم العلاجات الجديدة. وتتمّ السيطرة على التجارب السريرية لهذا التأثير من خلال تضمين مجموعة من المواضيع التي تتلقى علاج الشام. ويخفي الأشخاص في هذه المحاكمات ما إذا كانوا يتلقون العلاج أو العلاج الوهمي. إذا أعطي شخص علاجًا وهميًا تحت اسم واحد، واستجاب، فسوف يستجيب بنفس الطريقة في مناسبة لاحقة لهذا الدواء الوهمي تحت هذا الاسم ولكن ليس إذا كان تحت آخر.
وغالبا ما تكون التجارب السريرية «مزدوجة التعمية» حتى أن الباحثين أيضا لا يعرفون أي من موضوعات الاختبار يتلقون العلاج النشط أو العلاج الوهمي. تأثير الدواء الوهمي في مثل هذه التجارب السريرية هو أضعف مما هو عليه في العلاج الطبيعي لأن الأشخاص غير متأكدين ما إذا كان العلاج الذي يتلقونه نشطًا أم لا.
وقد نوقشت أخلاقيات الدراسات التي تسيطر على العلاج الوهمي في عملية مراجعة إعلان هلسنكي. ومما يثير القلق بشكل خاص الفرق بين التجارب، مقارنة المواد الخاملة مع العلاجات التجريبية، مقابل مقارنة أفضل علاج متاح مع العلاج التجريبي. والاختلافات بين التجارب في البلدان المتقدمة مقابل البلدان النامية المستهدفة للمحاكمة.

## تأثير نوسيبو
وقد لوحظ أيضا ظاهرة معاكسة لتأثير الدواء الوهمي. عندما يتم إعطاء مادة غير فعالة للمتلقي الذي يتوقع أن يكون له تأثير سلبي، ويعرف هذا التدخل باسم نوسيبو (اللاتينية نوسيبو تعني: «أنا سوف أُضَر»). يحدث تأثير نوسيبو عندما يتلقى متلقٍ  مادة خاملة ذات تأثير سلبي وأعراض متفاقمة، والنتيجة ليست من المادة نفسها، ولكن من التوقعات السلبية حول العلاج.

## تأثير البلاسيبو على متلازمة القولون العصبي
تُعد استجابة البلاسيبو ظاهرة متعددة الأنظمة تشمل التنشيط العصبي، التأثير المناعي، والتفاعل الاجتماعي. في حالات مزمنة مثل الألم أو اضطرابات الهضم، قد تؤثر جودة التواصل العلاجي بشكل بيولوجي ملموس على مسار المرض. تشير الأبحاث إلى أن التوقع الإيجابي للعلاج يُفعّل لدى المريض محور الدماغ-الأمعاء، وهو مسار مزدوج الاتجاه للتواصل البيوكيميائي بين الجهاز الهضمي والجهاز العصبي المركزي. يشمل هذا المحور أيضًا الجهاز العصبي الصماوي، الجهاز المناعي، والجهاز العصبي الذاتي، بما في ذلك الجهاز العصبي المعوي والعصب المبهم. تُظهر الدراسات أن تنشيط العصب المبهم، المرتبط بـالجهاز العصبي الباراسمبثاوي، يُقلل من التوتر ويُحفّز هذا الجهاز، مما يؤثر على حركة الأمعاء والميكروبيوم. تم ربط هذه التغيرات بانخفاض أعراض متلازمة القولون العصبي، حتى في الحالات التي تم فيها استخدام بلاسيبو معلن.

## الهوامش
1. العِلاج الوَهميّ
أو الغُفْل أو العلاج المُمَوَّه أو العلاج الإرضائيّ أو العلاج الرمزي (بالإنجليزية: Placebo) وتترجم حرفيًا إلى بلاسيبو